# Novi list
 Ovo je glavno značenje pojma Novi list. Za druga značenja pogledajte Novi list (tjednik) i Novi list d.d. .
Novi list, riječke dnevne novine, izlaze svakodnevno osim blagdanom u Rijeci, a distribuiraju se na cijelom tržištu Hrvatske.
Sva izdanja "Novog lista" tiskaju se u tiskari Novog lista d.d.

## Povijest
Prve novine pod nazivom Novi list je 1900. godine pokrenuo Frano Supilo. Kasnije je ime dopunjeno u Riječki Novi list. List se ugasio 1915. godine. Nikola Polić pokreće Primorski Novi list 1923., no godinu dana kasnije zabranjen mu je rad. Iste godine osvanuo je Novi list, no zabranjen je nakon prvog broja. Od 1925. izlazi Sušački Novi list, s prekidima do 1932. godine.
1. ožujka 1947., sa sutrašnjim datumom, počeo je izlaziti Riječki list. Godine 1954. dobiva sadašnje ime. Od 1965. redakcija se nalazi u sadašnjoj zgradi u Zvonimirovoj ulici u Rijeci.

## Glavni urednici
- Frano Supilo (1900. – 1915.)
- Nikola Polić (1923. – 1924.)
- Vinko Antić (1947. – 1949.)
- Vlado Oluić (1949.)
- Kazimir Ciper (1949. – 1952.)
- Vlado Oluić (1952. – 1953.)
- Milan Slani (1953. – 1957.)
- Vlado Oluić (1957. – 1958.)
- Milan Slani (1958. – 1961.)
- Miroslav Bajzek (1961. – 1968.)
- Stanislav Škrbec (1968. – 1979.)
- Milorad Kovačević (1979. – 1983.)
- Goran Kukić (1983. – 1990.)
- Veljko Vičević (1990. – 1997.)
- Boris Maljković (v.d., 1997. – 1998.)
- Branko Mijić (1998. – 2000.)
- Zdenko Mance (2000. – 2003.)
- Goran Kukić (2003. – 2004.)
- Denis Romac (2004. – 2005.)
- Goran Kukić (2005. – 2009.)
- Ivica Đikić (2009. – 2010.)
- Branko Mijić (2010. – 2014.)
- Nenad Hlača, v.d. (2014. – 2017.)
- Robert Frank, v.d. (2017.)
- Edi Prodan, v.d. (2017. – 2018.)
- Anto Ravlić, v.d. (2018.)
- Slavica Bakić, v.d. (2018. – 2019)
- Ivica Tomić, v.d. (2019. – 2024.)
- Slavica Bakić, v.d. (2024 - danas)[2]

## Vanjske poveznice
- Službena stranica Novog lista
- Službena stranica Tiskare Novog lista  Arhivirana inačica izvorne stranice od 3. listopada 2021. (Wayback Machine)